# Marcelo Tomás Barrios Vera
Marcelo Tomás Barrios Vera (ur. 10 grudnia 1997 w Chillán) – chilijski tenisista, reprezentant kraju w rozgrywkach Pucharu Davisa, olimpijczyk.

## Kariera tenisowa
W 2018 roku zdobył złoty medal igrzysk Ameryki Południowej w grze pojedynczej, w finale pokonując Francisco Cerúndolo 7:6(5), 6:4.
Rok później podczas igrzysk panamerykańskich wywalczył srebrny medal w singlu. W finale turnieju uległ João Menezesowi 5:7, 6:3, 4:6.
W 2021 roku zadebiutował w imprezie wielkoszlemowej podczas Wimbledonu w grze pojedynczej. Po wygraniu trzech meczów w kwalifikacjach odpadł w pierwszej rundzie turnieju głównego, przegrywając z Kevinem Andersonem.
W tym samym sezonie wystąpił na igrzyskach olimpijskich w Tokio w grze pojedynczej. Odpadł wówczas w pierwszej rundzie po porażce z Jérémym Chardym.
W karierze zwyciężył w trzech singlowych i jednym deblowym turnieju cyklu ATP Challenger Tour. Ponadto wygrał siedem singlowych oraz cztery deblowe turnieje rangi ITF.
W rankingu gry pojedynczej najwyżej był na 124. miejscu (13 czerwca 2022), a w klasyfikacji gry podwójnej na 217. pozycji (7 lutego 2022).

### Zwycięstwa w turniejach ATP Challenger Tour

#### Gra pojedyncza
| Końcowy wynik | Nr | Data             | Turniej         | Nawierzchnia | Przeciwnik            | Wynik finału |
| ------------- | -- | ---------------- | --------------- | ------------ | --------------------- | ------------ |
| Zwycięzca     | 1. | 15 sierpnia 2021 | Meerbusch       | Ceglana      | Juan Manuel Cerúndolo | 7:6(7), 6:3  |
| Zwycięzca     | 2. | 9 kwietnia 2023  | San Luis Potosí | Ceglana      | Dominik Koepfer       | 7:6(6), 7:5  |
| Zwycięzca     | 3. | 23 kwietnia 2023 | Florianópolis   | Ceglana      | Alejandro Tabilo      | 6:4, 6:4     |

#### Gra podwójna
| Końcowy wynik | Nr | Data          | Turniej  | Nawierzchnia | Partner       | Przeciwnicy                    | Wynik finału |
| ------------- | -- | ------------- | -------- | ------------ | ------------- | ------------------------------ | ------------ |
| Zwycięzca     | 1. | 12 marca 2017 | Santiago | Ceglana      | Nicolás Jarry | Máximo González Andrés Molteni | 6:4, 6:3     |